# Hermann Maaß
Hermann Maass, né le 23 octobre 1897 à Bromberg et mort le 20 octobre 1944 à Berlin, est un syndicaliste et homme politique allemand, résistant au nazisme.

## Biographie
Hermann Maass est le fils d'un cheminot. Après son abitur, il participe à la Première Guerre mondiale, dont il sort grièvement blessé en 1918. Il étudie ensuite à l'université Humboldt de Berlin la philosophie, la psychologie et la sociologie. En 1924, il devient directeur du Comité impérial des associations de jeunes Allemands, poste dont il est expulsé en 1933 par les nazis.
Les années suivantes, il travaille et fait des affaires avec Wilhelm Leuschner. Il établit de petits groupes de résistance syndicale et des contacts avec le Cercle de Kreisau. En raison de ses contacts et de sa rencontre avec Claus von Stauffenberg (attentat contre Hitler-20 août 1944), il est arrêté le 8 août 1944.
Le 20 octobre, il comparaît devant le Volksgerichtshof présidé par Roland Freisler en même temps que Julius Leber et Adolf Reichwein, il est condamné à mort et pendu le jour même à la prison de Plötzensee.